# Jennifer Heß (Bogenschützin)

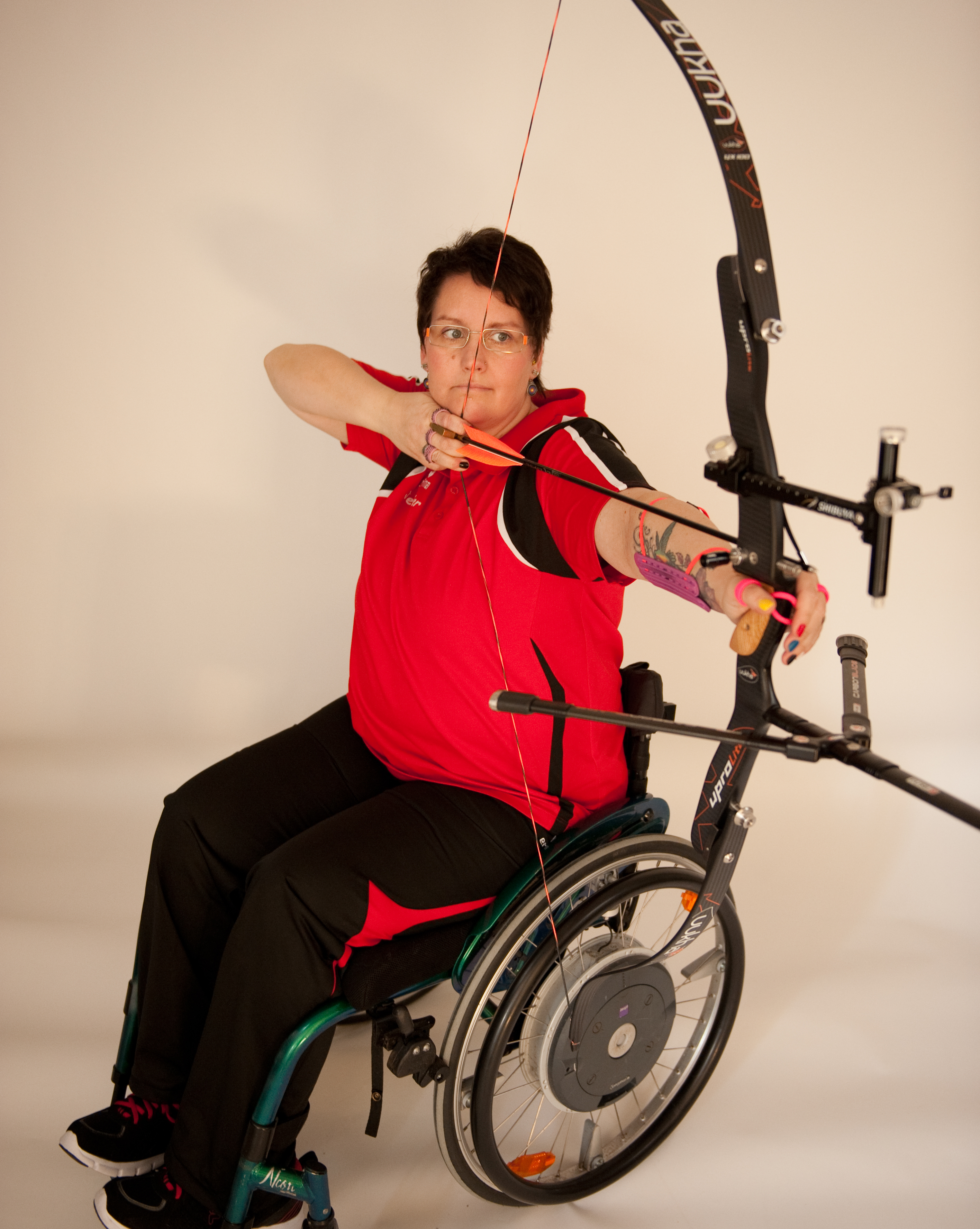
Jennifer Heß März 2013

Jennifer Heß (* 5. Oktober 1975) ist eine deutsche Bogenschützin im Behindertensport.

## Leben
Jennifer Heß ist verheiratet und hat drei Kinder. In ihrer Jugend war sie als Schwimmerin mehrfache Landesmeisterin in Schleswig-Holstein und Teilnehmerin an Deutschen Meisterschaften. Seit einem Reitunfall im April 2008 ist sie körperbehindert aufgrund Contusio spinalis (Rückenmarksprellung). Auf der Suche nach einer aktiven sportlichen Beschäftigung begann sie im Jahr 2009 mit dem Bogensport.

## Sportliche Erfolge
Jennifer Heß startet in der Klasse ARW2 (auf einen Rollstuhl angewiesene Sportler mit vollständiger Funktionsfähigkeit der Arme) der internationalen Klassifikation für Bogenschützen mit einer körperlichen Behinderung. Sie schießt einen olympischen Recurvebogen. Im Jahr 2010 bestritt sie erste Turniere und Meisterschaften, im Jahr 2011 gewann sie das internationale FITA Stern Turnier in Delmenhorst.
Ihre bisher größten Erfolge sind national mehrfache Siege bei den Meisterschaften des Deutschen Behindertensportverbands (DBS) in der Halle und im Freien (2012, 2013, 2014, 2016), international der 7. Platz bei der Weltmeisterschaft der behinderten Bogenschützen (Para-Weltmeisterschaft) in Donaueschingen 2015, der Gewinn der Goldmedaille im gemischten Zweierteam (Recurve Mixed Team) beim Para Weltranglistenturnier in Nove Mesto/CZ 2014 und die Silbermedaille im Recurve Mixed Team bei der Para Europameisterschaft in Nottwil/CH 2014.
Im August 2016 stand sie auf Platz 8 in der Weltrangliste (Para Women Recurve). Sie hält die deutschen Rekorde im DBS in der Halle und im Freien. Sie nahm an den Paralympischen Spielen 2016 in Rio teil und erreichte dort den 17. Platz im Einzel und den 9. Platz im Mixed.

## Verein
Ihre Vereine sind der Schützenverein Hausbruch Alt- und Neuwiedenthal von 1898 e.V. und die Geesthachter Schützengesellschaft von 1895 e.V.